# Hlaváčova Lhota (zámek)
Zámek Hlaváčova Lhota je někdejší zámecká budova. Stával v zaniklé obci Hlaváčova Lhota nedaleko obce Třebovle.

## Historie
Rokokový zámek nechal v areálu bývalého poplužního dvora kolem roku 1757 vystavět Filip Krakovský z Kolovrat. V roce 1864 jej nový majitelé, Milnerové z Milhauzu, částečně přestavěli. V roce 1885 získali zámek Fraunbergové. Po roce 1945 zámek chátral, až byl v roce 1967 zbourán. Do současnosti se zachovala část zámeckého parku, hospodářských budov a také barokní kaplička Panny Marie.